# Rokitnica (Białoruś)
Rokitnica (biał. Ракітніца, Rakitnica; ros. Ракитница, Rakitnica) – agromiasteczko na Białorusi, w obwodzie brzeskim, w rejonie żabineckim, w sielsowiecie Rokitnica, nad Osipówką i przy drodze magistralnej M1.

## Historia
W XIX i w początkach XX w. położona była w Rosji, w guberni grodzieńskiej, w powiecie kobryńskim, w gminie Rohoźna.
W dwudziestoleciu międzywojennym leżała w Polsce, w województwie poleskim, w powiecie kobryńskim, do 18 kwietnia 1928 w gminie Rohoźna, następnie w gminie Żabinka. W 1921 miejscowość liczyła 537 mieszkańców, zamieszkałych w 104 budynkach, w tym 261 Rusinów, 247 Polaków, 25 Żydów i 4 Białorusinów. 511 mieszkańców było wyznania prawosławnego, 25 mojżeszowego i 1 rzymskokatolickiego. Była wówczas największą miejscowością w gminie Rohoźna.
Po II wojnie światowej w granicach Związku Sowieckiego. Od 1991 w niepodległej Białorusi.
Urodził tu się białoruski polityk Hienadź Fiadynicz.